# Nowotierskij
Nowotierskij (ros. Новотерский) – osiedle w Rosji, w Kraju Stawropolskim, w rejonie mineralnowodzkim. W 2010 liczyło 2053 mieszkańców.